# Godijevo
Godijevo (cyr. Годијево) – wieś w Czarnogórze, w gminie Bijelo Polje. W 2011 roku liczyła 482 mieszkańców.